# Finalen av Europacupen i fotboll 1976/1977
Finalen av Europacupen i fotboll 1976/1977 spelades mellan Liverpool, England och Borussia Mönchengladbach, Västtyskland den 25 maj 1977 på Stadio Olimpico i Rom, Italien. Båda lagen spelade nu sin första Europacupfinal men de hade fyra år tidigare stött på varandra i en annan stor final; detta i 1973 års Uefacupfinal då de hade mötts över två matcher när Liverpool vann med det sammanlagda resultatet 3–2. 
Liverpool hade tagit sig till finalen genom en blandning av "bekväma" segrar och uddamålsvinster. Borussia Mönchengladbach hade haft det tuffare och vunnit alla sina dubbelmöten utom ett med endast ett måls övervikt. 

## Lagens väg till finalen
Resultaten står i favör till respektive lag.
| Liverpool     | Liverpool | Liverpool | Liverpool | Omgång        | Borussia Mönchengladbach | Borussia Mönchengladbach | Borussia Mönchengladbach | Borussia Mönchengladbach |
| ------------- | --------- | --------- | --------- | ------------- | ------------------------ | ------------------------ | ------------------------ | ------------------------ |
| Motståndare   | Resultat  | Resultat  | Resultat  |               | Motståndare              | Resultat                 | Resultat                 | Resultat                 |
| Motståndare   | Hemma     | Borta     | Totalt    | Hemma         | Motståndare              | Borta                    | Totalt                   |                          |
| Crusaders     | 2–0       | 5–0       | 7–0       | Omgång 1      | Austria Wien             | 3–0                      | 0–1                      | 3–1                      |
| Trabzonspor   | 3–0       | 0–1       | 3–1       | Omgång 2      | Torino                   | 0–0                      | 2–1                      | 2–1                      |
| Saint-Étienne | 3–1       | 0–1       | 3–2       | Kvartsfinaler | Club Brugge              | 2–2                      | 1–0                      | 3–2                      |
| Zürich        | 3–0       | 3–1       | 6–1       | Semifinaler   | Dynamo Kiev              | 2–0                      | 0–1                      | 2–1                      |

## Detaljer
Nu möttes de senaste årens Uefacupmästare (Borussia 1975, Liverpool 1976) i Europacupfinalen inför 52 078 åskådare på Roms Olympiastadion. Efter att Bonhofs skott tidigt i matchen träffat stolpen för Mönchengladbach tog Liverpool ledningen i den 27:e minuten genom Terry McDermott. Anfallaren sköt ett högerskott "i flykten" från höger innerposition i straffområdet i höjd med straffpunkten; detta på ett insticks-pass i djupled från Steve Heighway. I andra halvlek kvitterade tyskarna redan efter 7 minuter genom Allan Simonsen som sköt in bollen i Ray Clemences vänstra kryss från en position ganska långt till vänster i britternas straffområde. 
Efter ytterligare 7 minuter återtog Liverpool ledningen genom Tommy Smith som i sin 600:e match för klubben nickade in en vänsterhörna från Heighway som nu spelade fram till ett nytt mål. I matchminut 82 säkrades Liverpools första seger i Europacupen då Phil Neal på straff (sedan Keegan fällts) lurat bort målvakten och rullat in 3–1 intill vänster stolpe. Liverpools triumf innebar också att klubben och managern Bob Paisley blev de första att vinna Uefacupen och Europacupen under två på varandra följande säsonger.

### Matchen
|  | 25 maj 1977 20:15 UTC+2 | Stadio Olimpico000 Rom000 |

| Liverpool | Liverpool                                                | 3 – 1           | Borussia Mönchengladbach | Borussia Mönchengladbach |
| Liverpool | Terry McDermott 28′ Tommy Smith 65′ Phil Neal 83′ (str.) | (1 – 0) Rapport | 51′ Allan Simonsen       | Borussia Mönchengladbach |
|           |                                                          |                 |                          |                          |

| Startelva:  |    |                 |  |  |
|             |    |                 |  |  |
| MV          | 1  | Ray Clemence    |  |  |
| HB          | 2  | Phil Neal       |  |  |
| MB          | 4  | Tommy Smith     |  |  |
| MB          | 6  | Emlyn Hughes    |  |  |
| VB          | 3  | Joey Jones      |  |  |
| HM          | 10 | Ian Callaghan   |  |  |
| CM          | 8  | Jimmy Case      |  |  |
| CM          | 11 | Terry McDermott |  |  |
| VM          | 5  | Ray Kennedy     |  |  |
| SA          | 7  | Kevin Keegan    |  |  |
| CA          | 9  | Steve Heighway  |  |  |
|             |    |                 |  |  |
|             |    |                 |  |  |
|             |    |                 |  |  |
|             |    |                 |  |  |
|             |    |                 |  |  |
|             |    |                 |  |  |
|             |    |                 |  |  |
|             |    |                 |  |  |
|             |    |                 |  |  |
|             |    |                 |  |  |
|             |    |                 |  |  |
|             |    |                 |  |  |
|             |    |                 |  |  |
|             |    |                 |  |  |
| Tränare:    |    |                 |  |  |
| Bob Paisley |    |                 |  |  |

| Startelva: |    |                      |     |     |
|            |    |                      |     |     |
| MV         | 1  | Wolfgang Kneib       |     |     |
| HB         | 2  | Berti Vogts          |     |     |
| MB         | 4  | Hans-Jürgen Wittkamp |     |     |
| MB         | 5  | Rainer Bonhof        |     |     |
| VB         | 3  | Hans Klinkhammer     |     |     |
| DM         | 9  | Uli Stielike         | 86' |     |
| HM         | 10 | Frank Schäffer       |     |     |
| VM         | 6  | Horst Wohlers        |     | 79′ |
| HA         | 7  | Allan Simonsen       |     |     |
| CA         | 11 | Jupp Heynckes        |     |     |
| VA         | 8  | Herbert Wimmer       |     | 24′ |
| Inhoppare: |    |                      |     |     |
| MF         | 12 | Christian Kulik      |     | 24′ |
| MF         | 15 | Wilfried Hannes      |     | 79′ |
|            |    |                      |     |     |
|            |    |                      |     |     |
|            |    |                      |     |     |
|            |    |                      |     |     |
|            |    |                      |     |     |
|            |    |                      |     |     |
|            |    |                      |     |     |
|            |    |                      |     |     |
|            |    |                      |     |     |
|            |    |                      |     |     |
|            |    |                      |     |     |
| Tränare:   |    |                      |     |     |
| Udo Lattek |    |                      |     |     |

| Domare: Robert Wurtz (Frankrike) | Publik: 52 078 |  |